# Grupo IMSA
Grupo IMSA (antes Grupo Orbis y Grupo Mundial) es un conglomerado empresarial conformado por: O-tek, Addimentum, NovaForma, Novapol y NovaScott. Tiene su sede principal en Medellín, Antioquia, Colombia. 
El grupo está compuesto por 27 empresas integradas verticalmente.

## Historia
En 1921, Germán Saldarriaga del Valle fundó Cacharrería Mundial con los artículos que se lograron salvar de un incendio en un negocio del centro de Medellín. 
En 1945 se constituyó la Compañía Pintuco S.A. como una sociedad entre Saldarriaga y WR Grace, un socio estadounidense.
En 1955, la empresa Pintuco S.A pasa a ser completamente de German Saldarriaga. 
En 1973 se crea Inversiones Mundial como holding del grupo.
En 2014, se cambió la denominación del Grupo Mundial a Grupo Orbis.
En 2017, inaugura una tercera planta en Cartagena. Adicional a las cuatro que ya poseían en Antioquia.
El 29 de junio de 2021, AkzoNobel anuncio la adquisición de la marca Pintuco.
En noviembre de 2021, se cambió la denominación de Grupo Orbis a Grupo IMSA.